# Magdalena, Laguna
Magdalena là một đô thị hạng 5 ở tỉnh Laguna, Philippines. Đô thị này tọa lạc ở chân núi Banahaw. Theo điều tra dân số năm 2000 của Philipin, đô thị này có dân số 18.976 người trong 3.784 hộ.

## Các đơn vị hành chính
Magdalena được chia ra 24 barangay.
| - Alipit - Malaking Ambling - Munting Ambling - Baanan - Balanac - Bucal - Buenavista - Bungkol - Buo - Burlungan - Cigaras - Ibabang Atingay | - Ibabang Butnong - Ilayang Atingay - Ilayang Butnong - Ilog - Malinao - Maravilla - Poblacion - Sabang - Salasad - Tanawan - Tipunan - Halayhayin |

### Khí hậu
| Dữ liệu khí hậu của Magdalena, Laguna   | Dữ liệu khí hậu của Magdalena, Laguna | Dữ liệu khí hậu của Magdalena, Laguna | Dữ liệu khí hậu của Magdalena, Laguna | Dữ liệu khí hậu của Magdalena, Laguna | Dữ liệu khí hậu của Magdalena, Laguna | Dữ liệu khí hậu của Magdalena, Laguna | Dữ liệu khí hậu của Magdalena, Laguna | Dữ liệu khí hậu của Magdalena, Laguna | Dữ liệu khí hậu của Magdalena, Laguna | Dữ liệu khí hậu của Magdalena, Laguna | Dữ liệu khí hậu của Magdalena, Laguna | Dữ liệu khí hậu của Magdalena, Laguna | Dữ liệu khí hậu của Magdalena, Laguna |
| Tháng                                   | 1                                     | 2                                     | 3                                     | 4                                     | 5                                     | 6                                     | 7                                     | 8                                     | 9                                     | 10                                    | 11                                    | 12                                    | Năm                                   |
| --------------------------------------- | ------------------------------------- | ------------------------------------- | ------------------------------------- | ------------------------------------- | ------------------------------------- | ------------------------------------- | ------------------------------------- | ------------------------------------- | ------------------------------------- | ------------------------------------- | ------------------------------------- | ------------------------------------- | ------------------------------------- |
| Trung bình ngày tối đa °C (°F)          | 26 (79)                               | 27 (81)                               | 28 (82)                               | 31 (88)                               | 31 (88)                               | 30 (86)                               | 29 (84)                               | 29 (84)                               | 29 (84)                               | 29 (84)                               | 28 (82)                               | 26 (79)                               | 29 (83)                               |
| Tối thiểu trung bình ngày °C (°F)       | 22 (72)                               | 22 (72)                               | 22 (72)                               | 23 (73)                               | 24 (75)                               | 25 (77)                               | 24 (75)                               | 24 (75)                               | 24 (75)                               | 24 (75)                               | 24 (75)                               | 23 (73)                               | 23 (74)                               |
| Lượng Giáng thủy trung bình mm (inches) | 58 (2.3)                              | 41 (1.6)                              | 32 (1.3)                              | 29 (1.1)                              | 91 (3.6)                              | 143 (5.6)                             | 181 (7.1)                             | 162 (6.4)                             | 172 (6.8)                             | 164 (6.5)                             | 113 (4.4)                             | 121 (4.8)                             | 1.307 (51.5)                          |
| Số ngày mưa trung bình                  | 13.4                                  | 9.3                                   | 9.1                                   | 9.8                                   | 19.1                                  | 22.9                                  | 26.6                                  | 24.9                                  | 25.0                                  | 21.4                                  | 16.5                                  | 16.5                                  | 214.5                                 |
| Nguồn: Meteoblue                        |                                       |                                       |                                       |                                       |                                       |                                       |                                       |                                       |                                       |                                       |                                       |                                       |                                       |